# Liste des ballades irlandaises
Vous pouvez aider à l'améliorer ou bien discuter des problèmes sur sa page de discussion.
- Il peut contenir un travail inédit ou des déclarations non vérifiées. Vous pouvez l’améliorer en ajoutant des références. (Marqué depuis décembre 2018)

Vous pouvez aider à l'améliorer ou bien discuter des problèmes sur sa page de discussion.
- Il ne cite pas suffisamment ses sources. Vous pouvez indiquer les passages à sourcer avec {{référence nécessaire}} ou {{Référence souhaitée}}, et inclure les références utiles en les liant aux notes de bas de page. (Marqué depuis décembre 2018)

- Archive Wikiwix
- Bing
- Cairn
- DuckDuckGo
- E. Universalis
- Gallica
- Google
- G. Books
- G. News
- G. Scholar
- Persée
- Qwant
- (zh) Baidu
- (ru) Yandex
- (wd) trouver des œuvres sur Wikidata

Les Irlandais composent depuis toujours des ballades et les chansons folkloriques. 
Les chansons ne sont pas nécessairement contemporaines aux événements auxquels ils se rapportent.

## Contre le recrutement anglais
- Arthur McBride - Une chanson anti-recrutement de Donegal
- King's Shilling
- The Recruiting Sergeant

## XVIeetXVIIesiècles
- Alasdair MacColla (chanson) - chanson datant des années 1640 à propos de guerrier Alasdair MacColla.

## Rébellion de 1798
- The Wind That Shakes the Barley (Le vent qui secoue l'orge) est une ballade irlandaise écrite par Robert Dwyer Joyce (1836-1883), la chanson parle d'un jeune rebelle de Wexford qui est sur le point de sacrifier sa relation avec son amour de toujours et plonger dans le courant de violence lié à la Rébellion de 1798 en Irlande.
- The Rising of the Moon écrit par John Keegan Casey dans les années 1860, cette ballade invoque l'espoir et de l'optimisme entourant le déclenchement de la rébellion irlandaise de 1798 et l'arrivée des Français.
- The Men of the West, cette chanson populaire exalte les patriotes des Irlandais Unis qui sont rejoints par les Français attendus par le général Humbert.
- Races of Castlebar raconte l'épopée des cavaliers français à la Bataille de Castlebar.
- General Munroe
- The descent of the French du 22 août au 8 septembre 1798, le général Humbert et ses hommes combattirent aux côtés des Irlandais pour leur liberté. En Irlande, 1798 est L'année des Français.
- The Heroes of '98 - chant patriotique de Bruce Scott.
- Irish Soldier Laddie

## XIXesiècle
- The Manchester Martyrs
- The Bold Fenian Men
- An Spailpín Fánach - Brigade irlandaise en France.
- Let Erin Remember- écrit par Thomas Moore.

## Insurrection de 1916
- Erin Go Bragh - écrit par Peadar Kearney
- Foggy Dew - écrit par Canon Charles O’Neill en 1919.
- James Connolly -  écrit par Patrick Galvin
- Grace - écrit par Frank & Sean O'Meara en 1985, nom de la femme de Joseph Plunkett
- Dublin City 1913 - écrit par Donagh MacDonagh

## Guerre d'Indépendance et post-traité
- The Ballad of Michael Collins[1] ballade de Brendan O'Reilly.
- The Boys of the County Cork - écrit par Tom Murphy
- Béal na mBláth - la bouche des fleurs.

## Divers
- The Banks of the Roses
- Báidín Fheilimí